# El templo del Sol
El templo del Sol (Le Temple du Soleil) es el decimocuarto álbum de la serie Las aventuras de Tintín, escritos e ilustrados por el artista belga Hergé. La historieta fue publicada en entregas semanales en la recién fundada revista Tintín desde diciembre de 1946 hasta abril de 1948 y completa el ciclo iniciado en Las siete bolas de cristal. Narra la historia del joven reportero Tintín, su perro Milú y el capitán Haddock que continúan sus esfuerzos en rescatar al profesor Tornasol, secuestrado en Las siete bolas de cristal viajando a través de pueblos, montañas y bosques andinos antes de encontrar una civilización inca oculta.
El templo del Sol fue un éxito comercial y se publicó en forma de libro por Casterman el año siguiente a su conclusión. Hergé continuó Las aventuras de Tintín con Tintín en el país del oro negro, mientras que la serie en sí se convirtió en una parte definitoria de la tradición cómic franco-belga. La aventura de dos partes fue adaptada en una película de 1969, Tintín en el templo del sol, por Belvision Studios, el primer largometraje de animación sobre una historia de Tintín. El templo del Sol también ha sido adaptado en dos episodios de la serie de televisión de 1990 Las aventuras de Tintín, un videojuego y una producción musical en 2001.

## Argumento
El siguiente resumen continúa el argumento de Las siete bolas de cristal.
Tintín, Milú y el capitán Haddock llegan a El Callao, Perú. Allí, planean interceptar la llegada del Pachacámac, un barco que lleva a su amigo el Profesor Tornasol, que está siendo retenido por unos secuestradores. Tintín aborda el barco y oye decir a Chiquito, ex asistente del general Alcázar y uno de los secuestradores, que Tornasol será ejecutado por usar un brazalete perteneciente al rey inca momificado Rascar Capac.

Recorrido de Tintín y sus amigos en el Perú en El templo del Sol.

Tras escapar del navío, Tintín, junto con Haddock, alerta a las autoridades, pero los secuestradores evaden a la policía y llevan a Tornasol a las montañas de los Andes. Tintín y Haddock los persiguen hasta el pueblo montañés de Jauja, donde abordan un tren que es saboteado en un intento de matarlos. Cuando tratan de investigar el paradero de Tornasol, los indios locales se resisten a revelarlo por miedo a ser descubiertos en tratos con extranjeros. Pero luego Tintín se hace amigo de un joven quechua llamado Zorrino después de salvarlo de unos matones españoles. Un hombre misterioso observa este acto de bondad de Tintín y le da un medallón, diciéndole que lo salvará del peligro. Zorrino informa a Tintín y al Capitán que Tornasol ha sido llevado al Templo del Sol, que se encuentra en lo más profundo de los Andes, y se ofrece a conducirlos allí.
Tras muchas dificultades –incluyendo la amenaza constante de cuatro indios que buscan dejarlos varados o muertos, y el ataque de un cóndor andino; Tintín, Haddock y Zorrino llegan al Templo del Sol, encontrándolo como un puesto avanzado de la civilización inca. Los tres son capturados y llevados ante el Príncipe del Sol, flanqueado por Chiquito y Huascar, el hombre misterioso que Tintín encontró en Jauja. Zorrino se salva del castigo cuando Tintín le da el medallón de Huascar, pero Tintín y Haddock son sentenciados a muerte por el príncipe Inca, acusados de intrusión sacrílega. El príncipe les dice que pueden elegir la hora en que Pachacámac, el dios Sol, encenderá la pira con sus rayos sobre la que serán ejecutados.

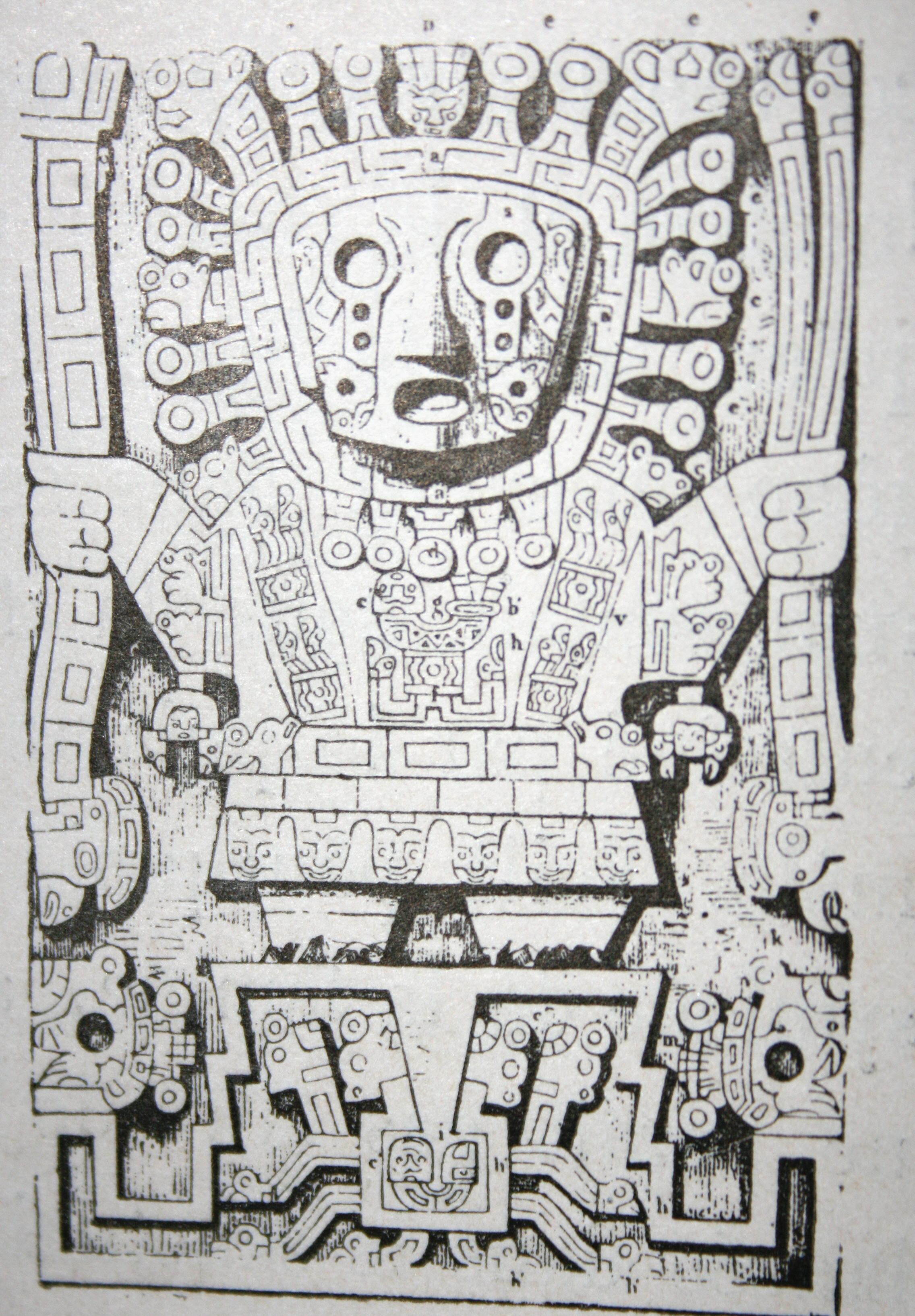
El dios Viracocha. Hergé utiliza esta ilustración para dar por finalizado El templo del Sol.

Tintín y Haddock terminan en la misma pira que Tornasol, que aparece finalmente llevado a su ejecución por sus captores indios. Sin embargo, Tintín ha elegido la hora de su ejecución sabiendo que coincidirá con un eclipse solar; cuando éste se produce, los incas, aterrados, creen que Tintín domina al Sol. El príncipe Inca le implora que haga que el Sol vuelva a mostrar su luz. Tintín grita al Sol que regrese y cuando el eclipse cesa los tres son liberados rápidamente. Después, el Príncipe del Sol les dice que las siete bolas de cristal utilizadas en los miembros de la expedición Sanders-Hardmount, que habían excavado la tumba de Rascar Capac, contenían un «líquido místico» obtenido de coca que los hundía en un sueño profundo. Cada vez que el sumo sacerdote inca lanzaba su hechizo sobre siete figuras de cera de los exploradores, podía usarlas como castigo por el sacrilegio. Tintín le convence de que los exploradores sólo querían revelar al mundo los esplendores de la civilización incaica. El príncipe ordena a Chiquito destruir las figuras de cera y, en ese preciso momento, en Europa, los siete exploradores se despiertan. Después de jurar mantener la existencia del templo en secreto, Tintín, Haddock y Tornasol regresan a casa, mientras que Zorrino permanece en el templo inca, aceptando una oferta para vivir entre ellos.

## Historia

### Contexto y antecedentes
En medio de la ocupación alemana de Bélgica durante la Segunda Guerra Mundial, Hergé había aceptado un puesto de trabajo en Le Soir, el diario con mayor circulación en lengua francesa del país. Confiscado de sus dueños originales, las autoridades alemanas permitieron a Le Soir reabrir bajo la dirección del editor belga Raymond de Becker, aunque permaneció firmemente bajo control nazi, apoyando el esfuerzo de guerra alemán y defendiendo el antisemitismo. Uniéndose a Le Soir el 15 de octubre de 1940, Hergé fue ayudado por el viejo amigo Paul Jamin y el dibujante Jacques Van Melkebeke. Algunos belgas estaban disgustados porque Hergé estaba dispuesto a trabajar para un periódico controlado por el entonces ocupante gobierno nazi, aunque estaba muy impresionado por la audiencia de Le Soir, que alcanzó los 600 000 lectores. Frente a la realidad de la supervisión nazi, Hergé abandonó los temas políticos abiertos que habían permeado gran parte de su trabajo anterior, en lugar de adoptar una política de neutralidad. Sin la necesidad de sátira de los tipos políticos, el productor de entretenimiento y autor Harry Thompson observó que «Hergé ahora se concentraba más en la trama y en el desarrollo de un nuevo estilo de comedia de carácter. El público reaccionó positivamente».

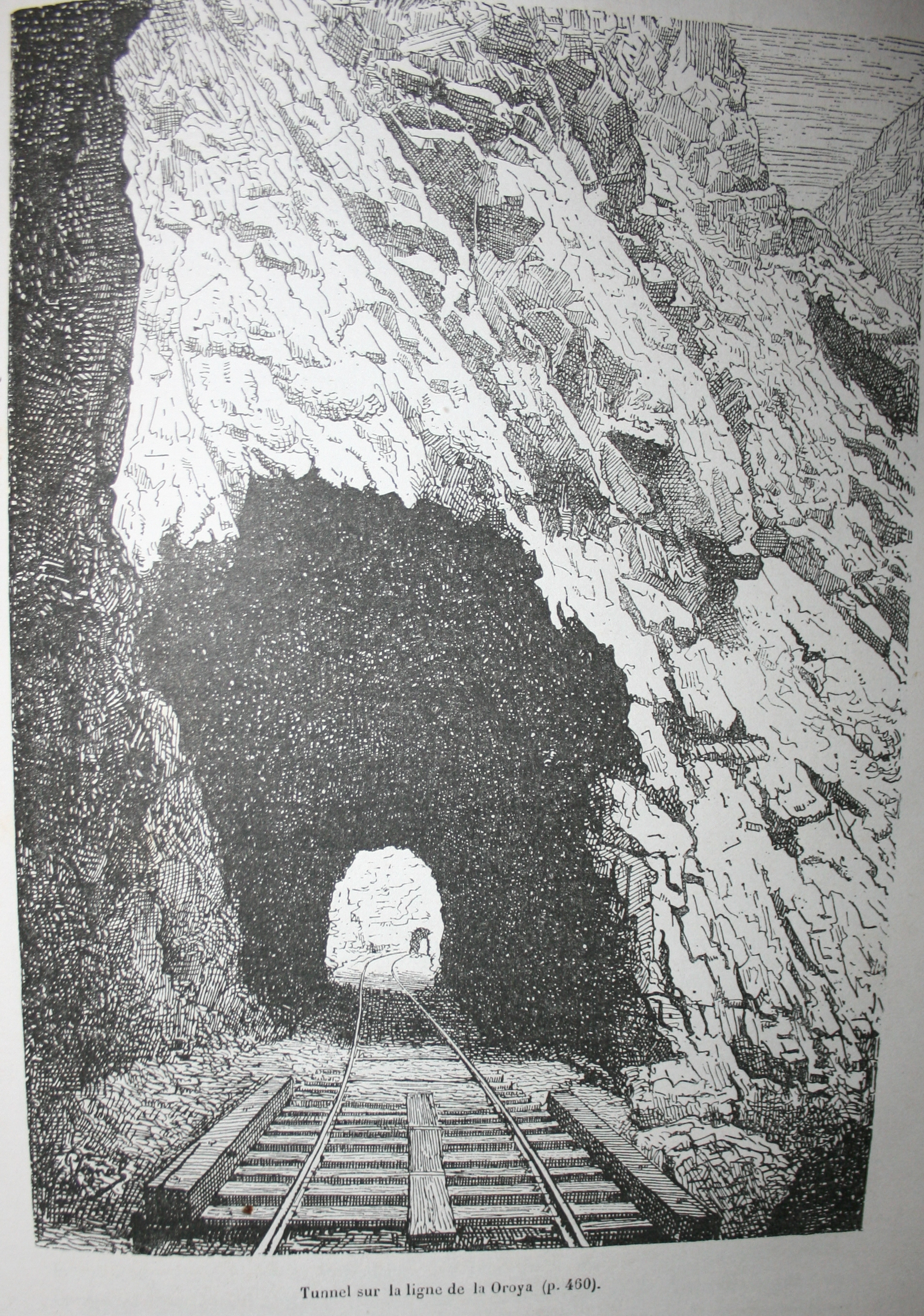
Túnel de La Oroya. Esta ilustración de Charles Wiener (París, Hachette, 1880) fue utilizada por Hergé para la escena en la que Tintín y Haddock sufren el sabotaje en el ferrocarril.

Al igual que en sus dos historias anteriores, El secreto del Unicornio y El tesoro de Rackham el Rojo, Hergé desarrolló la idea de un doble arco narrativo, lo que resultó en las dos partes Las siete bolas de cristal y El templo del Sol. Hergé planeó que la historia primera describiera un misterio, mientras que la segunda vería a sus personajes emprender una expedición para resolverlo. El uso de la maldición de una antigua momia en torno a la cual giraba la narración estaba inspirado en cuentos de una maldición de los faraones que habían sido descubiertos durante el descubrimiento de la tumba del faraón Tutankamón por el arqueólogo Howard Carter en 1922. Esta no era la primera vez que Hergé se había inspirado en esta historia de los tabloides, ya que lo había hecho anteriormente cuando escribió Los cigarros del faraón.
La historia comenzó su [publicación por entregas en Le Soir con el título de Les Sept Boules de Cristal el 16 de diciembre de 1943. Sin embargo, fue interrumpida el 2 de septiembre de 1944, cuando Bruselas fue liberada de la ocupación alemana por las fuerzas aliadas el 3 de septiembre, Le Soir dejó inmediatamente de publicarse. Hergé se había visto obligado a abandonar la historia después de 152 tiras, el equivalente a cincuenta páginas del volumen de libros publicados más tarde. La historia había quedado pendiente después de la escena en la que Tintín abandona el hospital después de ver a los siete miembros de la expedición aguantando un ataque simultáneo. Tres días más tarde todo el personal fue despedido y se presentó un nuevo equipo editorial. En octubre de 1945, Hergé fue abordado por Raymond Leblanc, exmiembro de un grupo conservador de la Resistencia, el Movimiento Real Nacional (MNR), y sus asociados André Sinave y Albert Debaty. El trío planeaba lanzar una revista semanal para niños. Leblanc, que tenía recuerdos infantiles de Tintín en el País de los Soviets, pensó que Hergé sería ideal para ello. Hergé estuvo de acuerdo y Leblanc obtuvo los documentos de liquidación para él, lo que le permitió volver a trabajar.

### Influencias

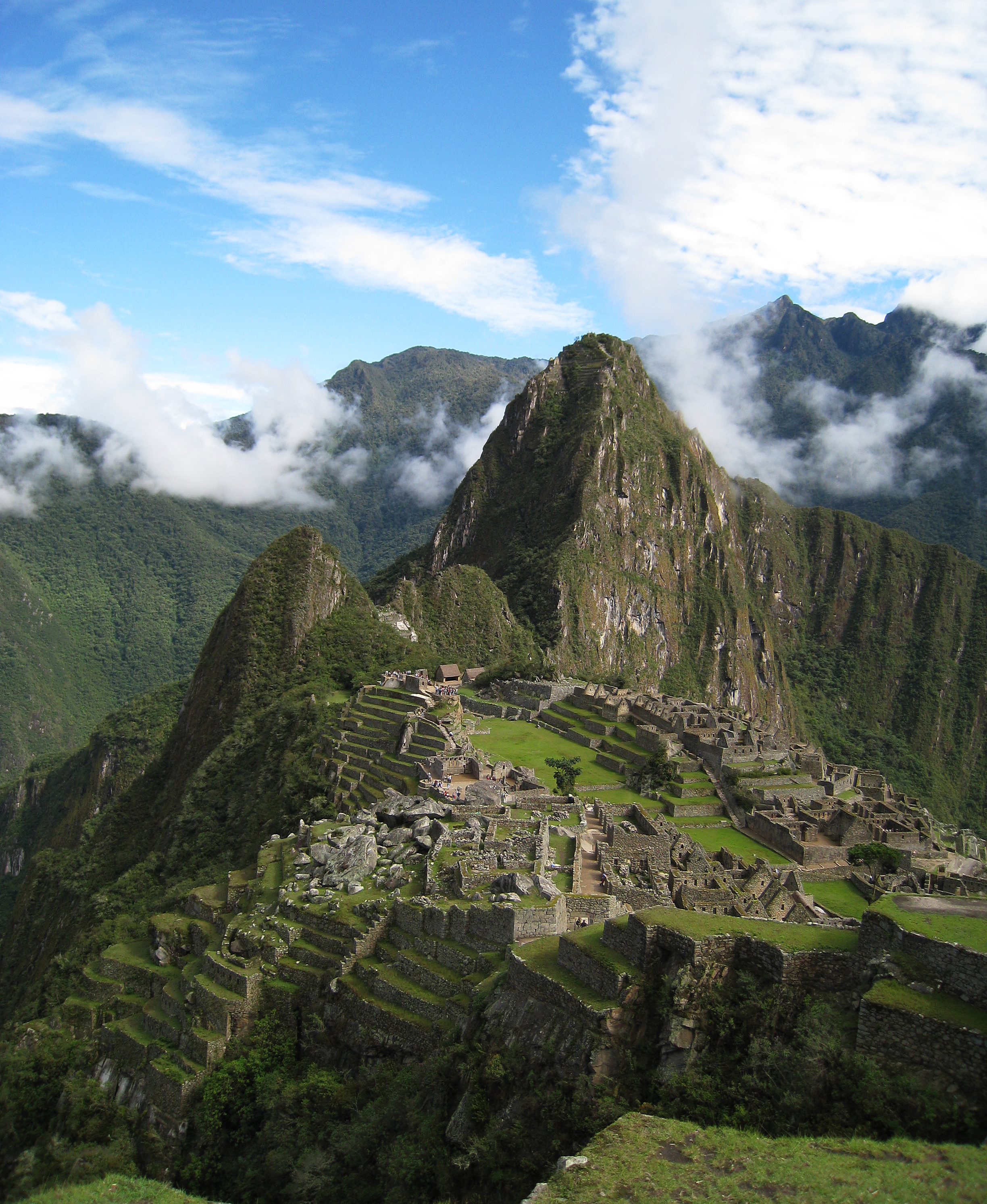
Machu Picchu, ciudad de montaña abandonada del Imperio Inca.

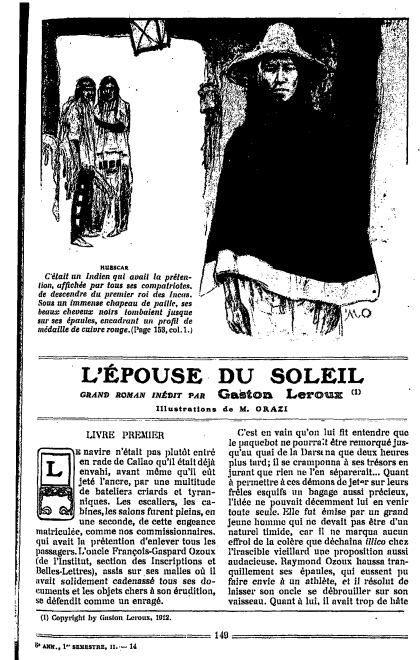
La primera página de La novia del Sol (L'Épouse du Soleil), en el n.º del 15 de marzo de 1912 de la revista mensual Je sais tout

Hergé había adoptado la idea de una persona secuestrada en una ciudad inca perdida de la novela de Gaston Leroux de 1912 La novia del Sol, en la que también apareció la idea de un eclipse solar. A su vez, la idea de los exploradores europeos descubriendo una ciudad perdida se había encontrado tanto en She: A History of Adventure (1887) de H. Rider Haggard como Tarzán y las Joyas de Opar (1916) de Edgar Rice Burroughs. Su uso del eclipse también pudo haber sido influenciado por fuentes que aseguran que Cristóbal Colón sometió una rebelión de grupos indígenas en Jamaica en 1503 usando conocimiento de un eclipse solar que había sido predicho por el calendario de 1474 de Giovanni Muller.
La principal fuente de información de Hergé sobre los Andes fue el libro de Charles Wiener de 1880, Pérou et Bolivie («Perú y Bolivia»), que contenía 1 100 grabados de los que Hergé podía basar sus propias ilustraciones. De esta manera, copió con exactitud pequeños detalles sobre el traje andino y la cultura material. Parte del traje de ceremonia usado por el sacerdote inca se basó en una pintura en color de los aztecas mexicanos producida por Else Bostelmann para la National Geographic Society del que Hergé tenía una copia de sus archivos. Se aseguró de que su representación de los trenes peruanos fuese exacta basándolos en los ejemplos encontrados en una enciclopedia de dos volúmenes de imágenes de ferrocarriles publicada por la Librería Hachette en 1927.
Hergé envió a su asistente, Edgar P. Jacobs, al Museo del Cincuentenario para estudiar sus colecciones de material inca y también utilizó a Jacobs como modelo para varias de las poses que adoptan los personajes en la historia. Tenía un poncho a rayas hecho especialmente, que luego le pidió a Jacobs que modelara con él. Hergé concluyó más tarde que la escena en la que Tintín engaña al inca con su conocimiento del sol era poco afortunado, sugiriendo que los adoradores solares con un conocimiento agudo de la astronomía como el inca hubieran sido muy conscientes del sol y sus eclipses.

### Publicación
El templo del Sol fue la primera de Las aventuras de Tintín en ser publicada por entregas en su totalidad en la nueva revista Tintín. En el día de lanzamiento de la revista, el 26 de septiembre de 1946, los lectores que habían estado sin Tintín durante dos años recibieron dos páginas por semana a todo color con el título La Temple du Soleil. Comenzó en lo que ahora es la página 50 del libro Las siete bolas de cristal e incluía dos páginas describiendo el misterio de la bola de cristal, presentado como si fuera un corte de prensa. Con Jacobs, Hergé completó la portada del primer número y terminó Las siete bolas de cristal antes de embarcarse en El templo del Sol, aunque Hergé incluyó ambos bajo el título de El templo del Sol. Para disminuir su carga de trabajo, una parte de las dos páginas de la tira de Hergé era un bloque explicativo de texto sobre la sociedad inca, titulado «Qui étaient les Incas?» (¿Quiénes fueron los incas?) que cubría temas como la geografía, historia y religión, cada bloque fue firmado en nombre de Tintín.
En mayo de 1947, la colaboración entre Hergé y Jacobs terminó después de una discusión. Hergé había estado celoso del éxito inmediato de la serie de Blake y Mortimer de Jacobs y había rechazado la petición de Jacobs de que le acreditaran como cocreador de las nuevas aventuras de Tintín.
El 17 de junio de 1947, la publicación periódica de la historia se detuvo después de que Hergé desapareciera. Los médicos le diagnosticaron un colapso mental como resultado del exceso de trabajo y para recuperarse pasó un tiempo de retiro en la abadía de Notre-Dame-de-Scourmont. En una carta a su esposa Germaine, Hergé escribió: «La vida me ha estropeado... Ya no dibujo como respiro, como solía hacer no hace mucho tiempo. Tintín ya no soy yo ... mi espíritu boy scout ha sido muy dañado». A esta carta le siguió un día de fiesta en Gland en el lago de Ginebra, en Suiza, con Germaine. Los editores de la revista Tintín publicaron un aviso sarcástico en la revista que decía: «Nuestro amigo Hergé necesita un descanso, no se preocupe, está bien. No tiene fuerzas para publicar un nuevo episodio del Templo del sol cada semana y nuestro amigo tiene un poco de exceso de trabajo». Desapareció de nuevo a principios de 1948, esta vez durante seis semanas, de nuevo a Gland, pero según el biógrafo Pierre Assouline, estaba acompañado por una joven mujer casada con la que tenía una relación extramatrimonial. Enfurecido por su ausencia, el consejo editorial decidió ordenar a otros artistas y escritores que continuaran la historia, una amenaza que hizo que Hergé volviera a trabajar.
Mientras escribía El templo del Sol, Hergé decidió que quería trasladarse a Argentina, y concentró su atención en completar todas las comisiones pendientes para que pudiera concentrarse en su partida. Reclamó la ayuda de Van Melkebeke, Guy Dessicy y Frans Jageneau para ayudar a acabar El templo del Sol. Se reunieron en su casa en la avenida Delleur y produjeron muchos de los antecedentes dentro de la historia. También empleó a su amigo Bernard Heuvelmans para ayudar a idear el final de la historia. Pagó a Heuvelmans 43 000 francos belgas por hacerlo. En última instancia, Hergé cambió de opinión acerca de mudarse a la Argentina por razones que siguen siendo desconocidas. La serialización de El templo del Sol culminó el 22 de abril de 1948. Al igual que con las aventuras anteriores, el título también había sido serializado en el periódico católico francés Cœurs Vaillants, desde el 30 de noviembre de 1947.

### Republicación
Después de que la historia terminara la serialización, la editorial Casterman la dividió en dos volúmenes, Les Sept Boules de Cristal y Le Temple du Soleil, que lanzaron en 1948 y 1949 respectivamente. Para encajar en el formato de 62 páginas, se borraron varias escenas de la publicación de la historia en forma de libro. Éstos incluyeron una escena en la cual Tintín persigue a un gato a bordo del Pachacamac, Haddock dibuja un cuadro de Tintín en una pared, Haddock mastica la coca proporcionada por Zorrino, Tintín que dispara un jaguar y Haddock que descubre las pepitas de oro debajo del templo del sol pero es incapaz de llevarlos de vuelta con él. El experto británico de Tintín, Michael Farr, señaló que ninguna de estas escenas eran «parte integral de la narración», y que su eliminación mejoró su estructura. El nuevo formato también condujo a un error en la representación del eclipse solar. En la serialización original de la revista, Hergé había representado la luna que se movía a través del sol en la dirección correcta para el hemisferio sur. Sin embargo, en la publicación del libro, los dibujos habían sido alterados, con la luna moviéndose ahora en la dirección incorrecta.
El libro fue prohibido por las autoridades peruanas porque, en el mapa de América del Sur que contenía, una región cuya propiedad fue disputada por Perú y Ecuador fue mostrada como parte de este último país.

## Acogida de la crítica
Michael Farr describió tanto Las siete bolas de cristal como los El templo del Sol como «el clásico período medio de Tintín», comentando su «narración sorprendentemente equilibrada» y el hecho de que exhibían escasa evidencia de la turbulenta vida personal de Hergé. Él sentía que la inclusión de elementos paranormales en la historia no hizo nada para hacer la narración menos convincente, y observa la representación recurrente de Hergé de los sueños inquietantes de su personaje. Farr opinó que los trajes incas fueron dibujados «con un cuidado y una extravagancia que harían un gran crédito a una gran producción de ópera», mientras que los paisajes andinos eran «dignos de una espectacular película de Cecil B. DeMille». El biógrafo de Hergé, Benoît Peeters, señaló que El templo del Sol era una de las aventuras que «captan más la imaginación», algo que atribuía a «su escenario excepcional o la fuerza de la trama».
Harry Thompson señaló que, al igual que El tesoro de Rackham el Rojo, El templo del Sol era «un viaje épico condicionado por el suspense de no saber qué pasará al final». Aunque pensó que, a diferencia del tesoro de Rackham el Rojo, «transfiere con éxito el miedo de sus adversarios desconocidos de la primera parte de la aventura al segundo». También pensó que, a pesar de todas las tribulaciones que Hergé enfrentó al crearla, «el ritmo, la retención del suspense hasta el final y el equilibrio del humor y el drama» no traicionan el desarrollo problemático de la historia.
Jean-Marc Lofficier y Randy Lofficier creyeron que el doble arco narrativo representa «un salto más en las habilidades gráficas y narrativas de Hergé» como resultado de la transición a páginas dobles a todo color como medio inicial de publicación. Pensaron que esta mejora era particularmente evidente en las escenas de la caminata por los Andes en El templo del Sol. Afirmaron que con El templo del Sol, la historia había cambiado a «un modo thriller Hitchcockiano», una técnica similar que Hergé había adoptado en una serie de aventuras anteriores. Ambos describieron el personaje de Zorrino como «básicamente una versión peruana» de Chang Chong-Chen, un personaje introducido a la serie en El loto azul. Describieron la historia como «una parábola filosófica, tal vez un reflejo oculto de los anhelos espirituales de Hergé». De esta manera anticipaba los temas que haría uso en Tintín en el Tíbet. En última instancia, otorgaron a ambas mitades de la historia una puntuación de cinco sobre cinco.
El crítico literario Tom McCarthy identificó elementos dentro de la historia que él creía que reflejaban temas recurrentes en Las aventuras de Tintín. Pensó que la aparición de las joyas de Rascar Capac reflejaba el uso de joyería de Hergé como tema a lo largo de la serie y que la escena en la que Tintín ordena al dios Sol hacer su voluntad refleja un tema más amplio a lo largo de la serie en la que a través de la voz. La escena en la que Haddock causa una avalancha de nieve al estornudar reflejó lo que McCarthy consideró un tema más amplio del peligro del sonido, mientras que la decisión de Zorrino de permanecer entre los incas fue interpretada como un reflejo de un tema más amplio de adopción. Al comentar sobre la escena de la ejecución, McCarthy creyó que representaba a Haddock siendo «sacrificado en el altar de su propia ilegitimidad», un concepto que él sentía había sido repetido a lo largo de la serie.
En su estudio psicoanalítico de Las aventuras de Tintín, el crítico literario Jean-Marie Apostolidès creía que Las siete bolas de cristal-El templo del Sol refleja un enfrentamiento entre las civilizaciones y entre lo sagrado y lo secular. Él describió a la sociedad quechua representada por Hergé como una «teocracia totalitaria», observando que el Tintín de Tintín en el país de los Soviets y Tintín en el Congo habría aprobado tal sistema político. Luego hizo comparaciones entre el príncipe inca del Sol y el rey syldavo Muskar XII en El cetro de Ottokar, observando que en ambos el monarca está amenazado por la pérdida de un artefacto cultural atesorado por los extranjeros. Apostolidès también creyó que la escena del eclipse refleja un cambio en las relaciones de poder entre el sacrificado (Tintín) y el sacrificador (el príncipe inca).

## Adaptaciones
En 1969, la empresa de animación Belvision Studios, que había producido la serie de televisión de 1956-57 Las aventuras de Tintín, lanzó su primer largometraje de animación, Tintín en el templo del sol, adaptado de Las siete bolas de cristal-El templo del Sol. Producido por Raymond Leblanc y dirigido por Eddie Lateste, fue escrito por Lateste, el dibujante Greg, Jos Marissen, y Laszló Molnár. La música fue de François Rauber y la canción de Zorrino fue compuesta por Jacques Brel.
En 1991 se produjo una segunda serie animada basada en Las aventuras de Tintín, esta vez como una colaboración entre el estudio francés Ellipse y la compañía de animación canadiense Nelvana. El templo del Sol era la duodécima historia que se iba a adaptar y se dividió en dos episodios de treinta minutos. Dirigida por Stéphane Bernasconi, la serie ha sido elogiada por ser «generalmente fiel» a los cómics originales, en la medida en que la animación fue adoptada directamente de las tiras originales de Hergé.
En 1997, la compañía francesa Infogrames lanzó un videojuego basado en la doble historia Las siete bolas de cristal-El templo del Sol, titulado Tintin: Le Temple du Soleil.
En 2001, Las siete bolas de cristal y El templo del Sol fueron adaptados en un musical teatral, Kuifje – De Zonnetempel (Tintín - El templo del Sol), que se estrenó en holandés en el Stadsschouwburg de Amberes, Bélgica, el 15 de septiembre. Adaptado para el escenario por Seth Gaaikema y Frank Van Laecke, la producción fue dirigida por Dirk de Caluwé e incluyó música de Dirk Brossé, con Tom Van Landuyt en el papel de Tintín. Didier Van Cauwelaert adaptó el musical al francés y luego se estrenó un año más tarde en Charleroi como Tintin - Le Temple du Soleil. A partir de ahí, la producción fue programada para París en 2003, pero fue cancelada. Regresó para una breve carrera en Amberes el 18 de octubre de 2007.